# 조해진 (작가)

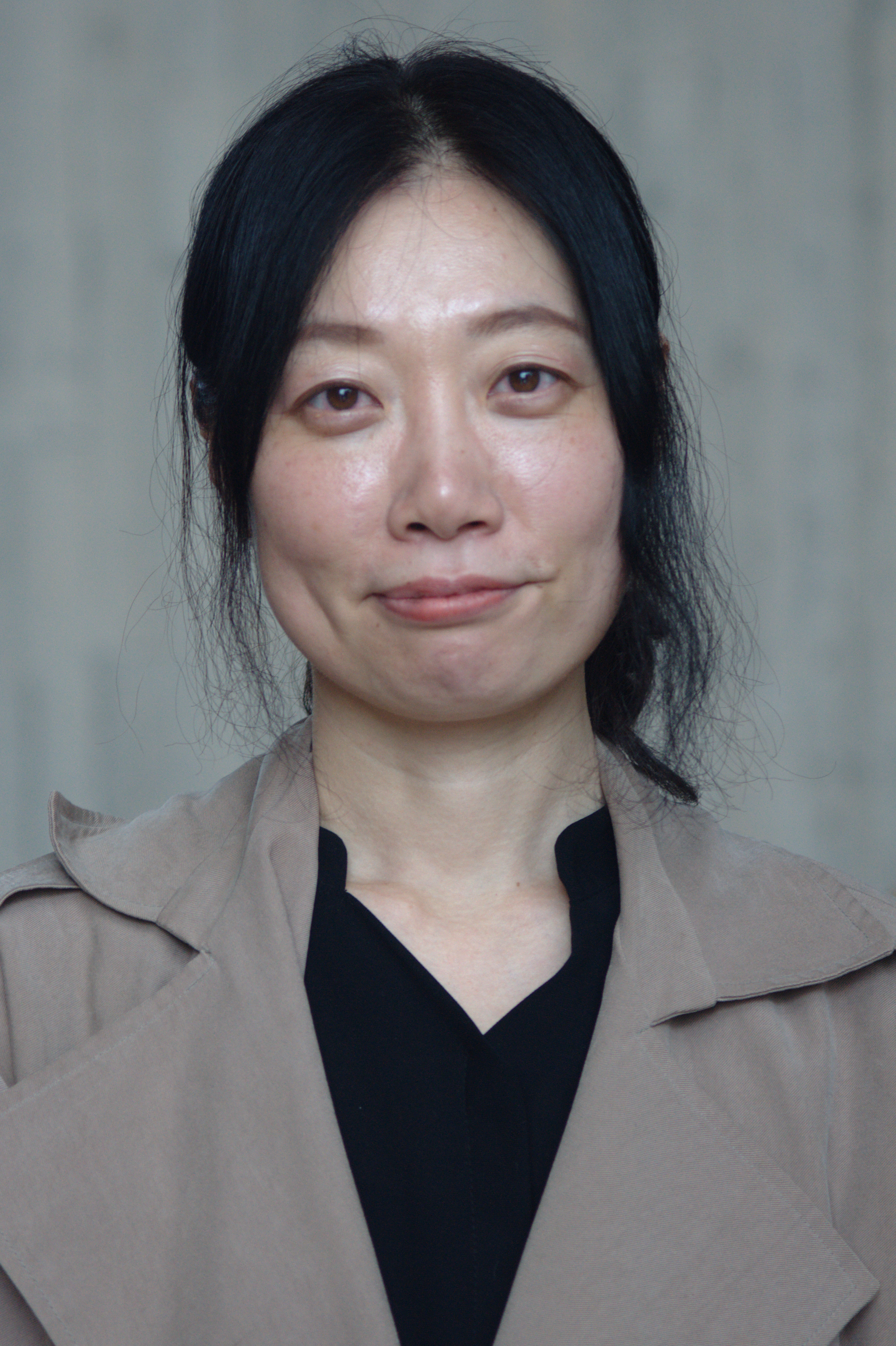

조해진(趙海珍, 1976~ )은 대한민국의 소설가이다. 2004년 문예중앙 신인문학상으로 등단했으며, 2013년 신동엽문학상을 수상, 2016년에는 《산책자의 행복》으로 이효석 문학상, 《여름을 지나가다》로 무영문학상을 수상하였다.2017년에는 통영문학상을 수상하였다. 문학평론가 신형철은 조해진의 소설집을 읽고 이야기를 짓고 문장을 쓰는 일이 때로 슬픈 일이라는 것을 알게 되었다고 서평을 남겼다 2019년 《단순한 진심》으로 대산문학상을 수상했다.

## 저서
- 《천사들의 도시》 (민음사) 2008년 10월 ISBN 978-89374820-1-4
- 《한없이 멋진 꿈에》 (문학동네) 2009년 7월 ISBN 978-89546085-4-1
- 《로기완을 만났다》 (창비) 2011년 4월 ISBN 978-89364338-5-7
- 《아무도 보지 못한 숲》 (민음사) 2013년 7월 ISBN 978-89374730-1-2
- 《목요일에 만나요)》 (문학동네) 2014년 3월 ISBN 978-89546241-6-9
- 《겨울의 눈빛》 (문학과지성사) 2014년 5월 ISBN 978-89320262-1-3
- 《여름을 지나가다》 (문예중앙) 2015년 8월 ISBN 978-89278067-3-8
- 《빛의 호위》 (창비) 2017년 2월 ISBN 978-89364374-5-9
- 《단순한 진심》 (민음사) 2019년 7월 ISBN 978-89374419-4-3

공저
- 《포맷하시겠습니까?》 (한겨레출판사) 2012년 7월 ISBN 978-89843159-5-2
  - 〈이보나와 춤을 추었다〉
- 《사랑해, 눈》 (열림원) 2011년 5월 ISBN 978-89706369-2-4
  - 〈하카타轉多 역에는 눈이 내리고〉
- 《옥수수와 나》 (문학사상사) 2012년 1월 ISBN 978-89701287-1-9
  - 〈유리〉
- 《요요》 (문학의숲) 2012년 10월 ISBN 978-89938381-7-6
  - 〈밤의 한가운데서〉
- 《누구나, 이방인》 (창비) 2013년 10월 ISBN 978-89364723-4-4
  - 〈'폴란드'라는 시간을 통과하였다〉
- 《몬순: 2014년 제38회 이상문학상 작품집》 (문학사상사) 2014년 1월 ISBN 978-89701290-0-6
  - 〈빛의 호위〉
- 《누가》 (문학의숲) 2014년 9월 ISBN 978-89938383-5-0
  - 〈문래〉
- 《2014 제5회 젊은작가상 수상작품집》 (문학동네) 2014년 12월 ISBN 978-89546244-7-3
  - 〈빛의 호위〉
- 《제5회 문지문학상 수상작품집》 (문학과지성사) 2015년 5월 ISBN 978-89320275-6-2
  - 〈빛의 호위〉
- 《눈 한송이가 녹는 동안: 2015 제15회 황순원문학상 수상작품집)》 (문예중앙) 2015년 11월 ISBN 978-89278069-3-6
  - 〈사물과의 작별〉
- 《베를린 필: 2016년 제61회 현대문학상 수상소설집)》 (현대문학) 2015년 12월 ISBN 978-89727575-9-7
  - 〈사물과의 작별〉
- 《풍경소리: 2017 제41회 이상문학상 작품집)》 (문학사상) 2017년 1월 ISBN 978-89701296-3-1
  - 〈눈 속의 사람〉
- 《산책자의 행복》 (생각정거장) 2016년 9월 ISBN 979-11554252-0-6
  - 〈산책자의 행복〉
- 《아직 지나가지 않은 것들만 지나간다 (문래동 앤솔로지)》 (청색종이) 2017년 7월 ISBN 979-11955361-5-3
  - 〈나의 문장이 온 곳, 문래〉
- 《이해 없이 당분간》 (걷는사람) 2017년 8월 ISBN 979-11960081-3-0
  - 〈빛의 온도〉
- 《이효석 문학상 수상작품집 2017 (어른의 맛)》 (생각정거장) 2017년 9월 ISBN 979-11554273-0-9
  - 〈작은 사람들의 노래〉
- 《꿈을 꾸었다고 말했다 (2018년 제42회 이상문학상 작품집)》 (문학사상) 2018년 1월 ISBN 978-89701297-9-2
  - 〈파종하는 밤〉
- 《인생손님》 (교보문고) 2018년 6월 ISBN 979-11590964-6-4
  - 〈연애편지〉
- 《불가능한 대화들 4》 (호밀밭) 2018년 12월 ISBN 979-11965728-1-5
  - 〈소설의 시작〉 (작가 산문) 〈외롭고 낮고 쓸쓸한 그와, 나의 이야기〉 (조해진·김필남 대담)
- 《멜랑콜리 해피엔딩》 (작가정신) 2019년 1월 ISBN 979-11602612-7-1

- 《너의 빛나는 그 눈이 말하는 것은: 신동엽 50주기 기념 신동엽문학상 역대 수상자 신작소설집》 (창비) 2019년 4월 ISBN 978-89364770-3-5
  - 〈경계선 사이로〉
- 《김승옥문학상 수상작품집 (2019)》 (문학동네) 2019년 9월 ISBN 978-89546579-5-2
  - 〈환한 나무 꼭대기〉